# Květní obal

Schéma květu s květními obaly rozlišenými na kalich a korunu.

Květní obaly (periant) chrání rozmnožovací součásti květu, tj. tyčinky a pestíky. Samy se na rozmnožování podílejí nepřímo, a to např. lákáním opylovačů u rostlin opylovaných živočichy. Součásti květních obalů mohou vypadat stejně, v takovém případě se jedná o nerozlišené květní obaly neboli okvětí. Květní obaly také mohou být rozlišené na kalich a korunu. Zvláště u větrosnubných rostlin mohou být květní obaly redukované či zcela chybět.

## Popis a původ
Květní obaly se vyskytují u krytosemenných rostlin. Jsou sterilní, přímo se nepodílejí na rozmnožování. Chrání generativní orgány, je jimi tvořena vnější část poupěte. U zoogamních rostlin jsou květní obaly obvykle nápadné a uzpůsobené k lákání opylovačů, a to sice barvou, tvarem a někdy i vůní. U rostlin opylovaných větrem či vodou jsou květní obaly často redukované nebo chybějí. Květní obaly se mohou podílet na stavbě plodů, nebo mohou být nápomocné při jejich rozšiřování.
Ve většině případů květní obaly vznikly přeměnou listenů, jen ve vzácných případech lze jejich původ přisuzovat přeměně tyčinek. Listeny v některých případech úzce souvisejí s květem a mohou v květní obaly postupně přecházet.
Obvykle se hovoří o okvětí z okvětních lístků, které vypadají stejně (nerozlišené květní obaly) a květních obalech rozlišených na kalich (z kališních lístků) a korunu (z korunních lístků). Někdy je obtížné rozlišit, zda daná součást obalů je kalich, nebo koruna, např. z důvodu ztráty jednoho typu orgánů či proto, že kalich může nabývat vzhledu koruny.
Součásti květních obalů mohou srůstat, a to sice při samotném vzniku (kongenitálně) nebo druhotně (postgenitálně).

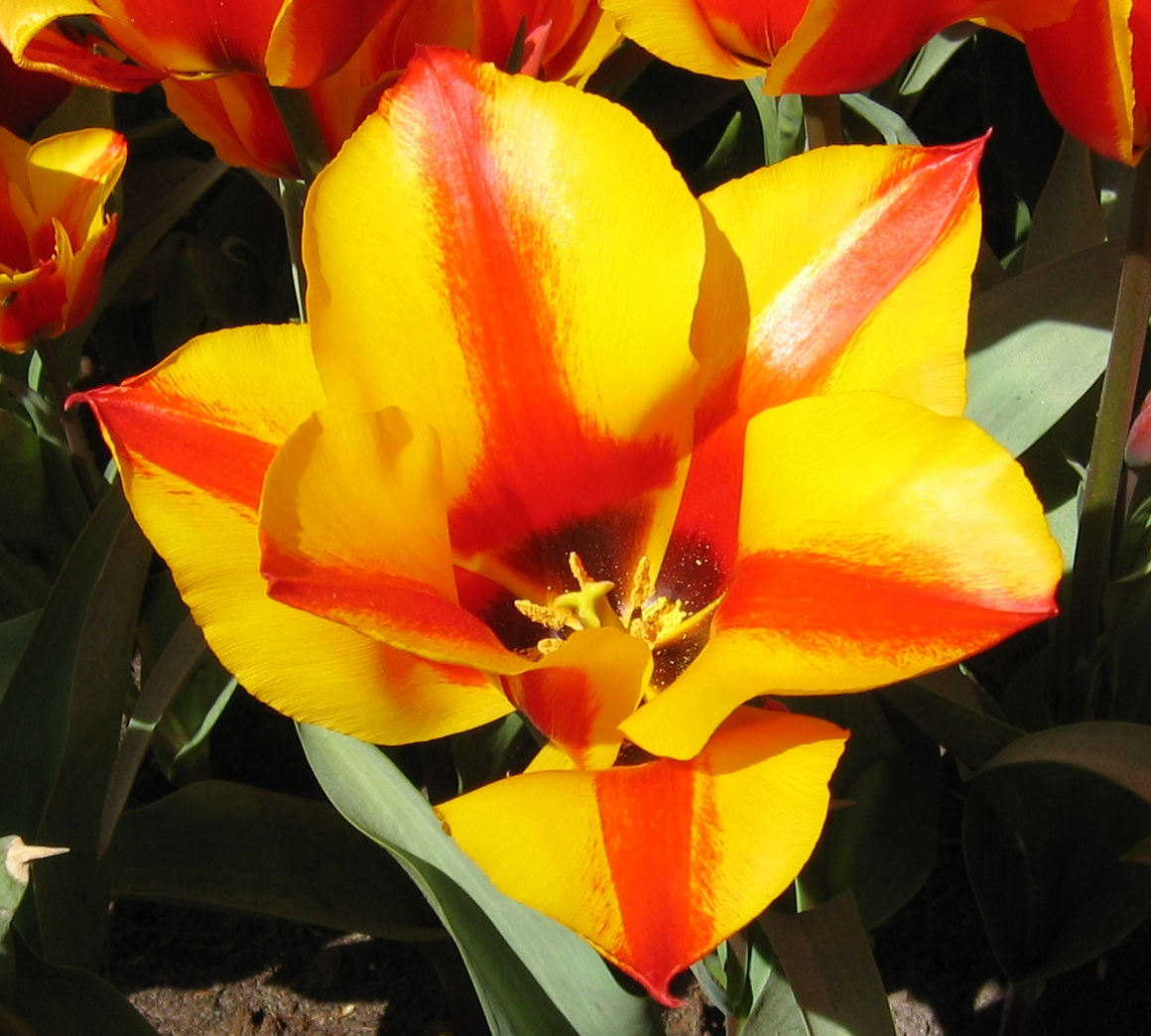
Homochlamydní květ – tulipán Greigův (Tulipa greigii)

## Nerozlišené květní obaly – okvětí
Vypadají-li součásti květních obalů stejně, hovoří se o okvětí (perigon) složeném z okvětních lístků (tepala). Květy se pak označují jako homochlamydeické. Okvětí se obvykle vyskytuje u vývojově původnějších krytosemenných či u jednoděložných. Vývojově původní okvětí je obvykle spirálně uspořádané, jeho vnější lístky připomínají listeny a vnitřní lístky naopak připomínají korunu (např. u čeledí Magnoliaceae, Austrobaileyaceae nebo Calycanthaceae). Pro jednoděložné rostliny jsou typické dva trojčetné kruhy petaloidních okvětních lístků (např. u tulipánu). Okvětí se může redukovat na chlupy, např. u suchopýru (Eriophorum), či štětinky, např. u skřípin (Scirpus).
U některých skupin rostlin vzniká nerozlišené „okvětí“ redukcí kalicha či koruny, takové květy se označují jako haplochlamydeické. K vymizení kališních lístků došlo např. u miříkovitých (Apiaceae), korunní lístky vymizely u kontryhele (Alchemilla).

S okvětím může být vývojově spojena pakorunka.

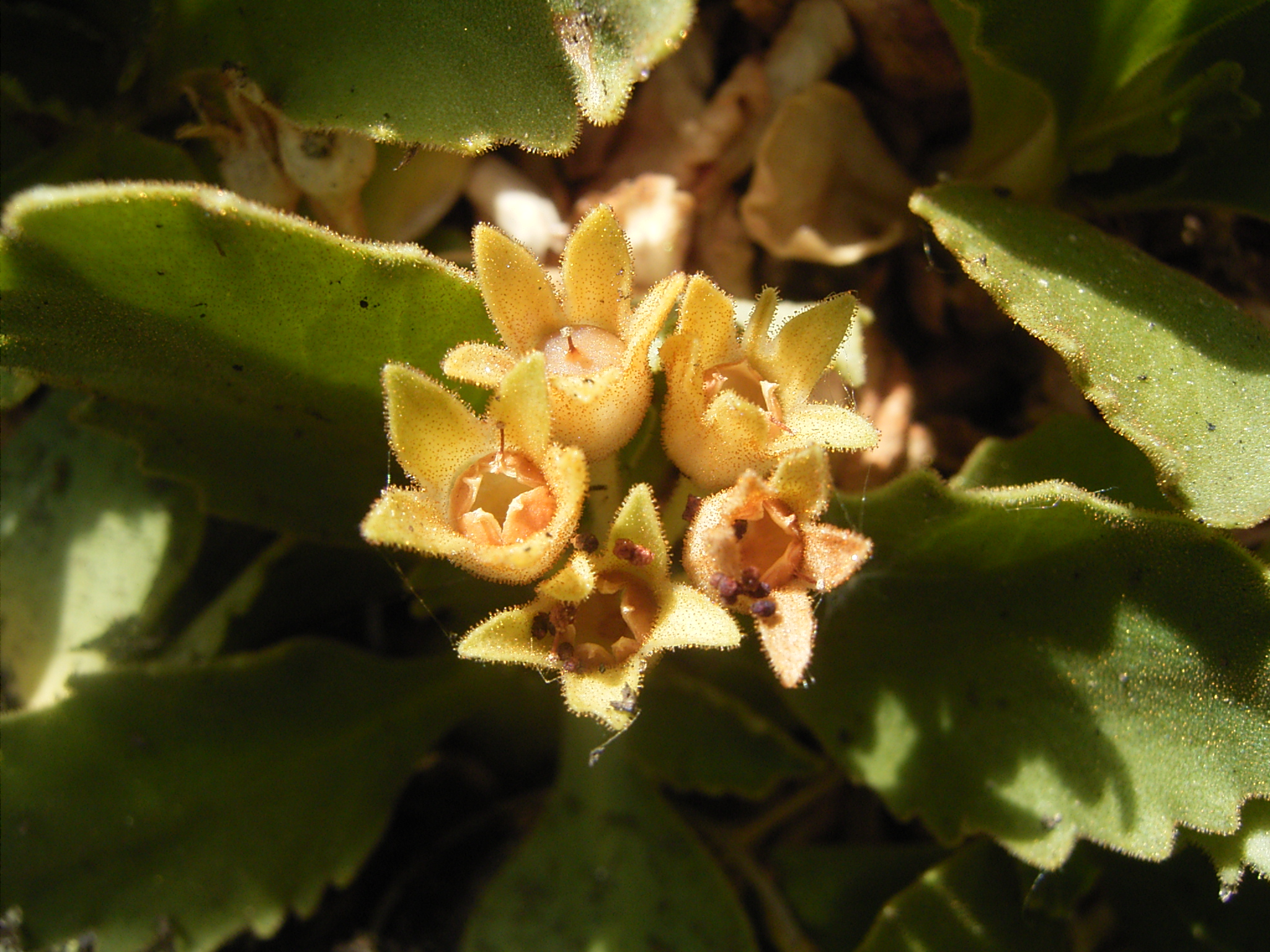
Heterochlamydní květ – prvosenka srstnatá (Primula hirsuta)

## Rozlišené květní obaly
Pokud mají různé kruhy květních obalů odlišný vzhled, hovoří se o heterochlamydeických květech. Ty se typicky vyskytují u vyšších dvouděložných rostlin.

### Kalich
Kalich (calyx) se skládá z kališních lístků (sepala). Růst kališních lístků je zahajován ve spirálním pořadí, vyrůstají rychle, mají širokou spodní část, bývají špičaté a prostupují jimi tři žilky. Vznikly přeměnou listů (listenů). Mají podobnou vnitřní stavbu, jen mezofyl bývá nerozlišený na houbovitý a palisádový parenchym. Obsahují průduchy a někdy se na nich mohou objevit obdoby palistů. Kališní lístky mohou být srostlé k sobě. Obvykle neopadávají, výjimkou je např. prchavý kalich makovitých. Po oplození se mnohdy zvětší a podílí se na přenosu plodů. U některých skupin slouží k přenosu plodů přeměna kalicha na chmýr či jiné výrůstky (např. u hvězdnicovitých či zimolezovitých). Kališní lístky jsou obvykle zelené, ale v některých případech mohou být i petaloidní (připomínající korunu, pestrobarevné), např. u orlíčku (Aquilegia) či fuchsie (Fuchsia). Petaloidní kalich je i u čemeřice (Helleborus) či upolínu (Trollius), kde se koruna mění na nektária.
U některých rostlin (často u čeledi slézovité – Malvaceae) se vně od kalicha může nacházet kalíšek vzniklý z listenů.

### Koruna
Koruna (corolla) sestává z korunních lístků (petala), tvoří vnitřní část květních obalů. Korunní lístky bývají obvykle pestrobarevné. Na rozdíl od kališních lístků se tvoří prakticky naráz, následně však rostou pomaleji. Mají obvykle zúženou spodní část, prostupuje jimi jedna žilka. Korunní lístky mohou nabývat rozmanitých tvarů, mohou na sobě mít různé přívěsky, rozdělené okraje nebo protáhlé špičky. Mohou navzájem srůstat a tak tvořit např. korunní trubku. Často se skládají ze tří nebo dvou částí. Jejich podoba je úzce spojena s přizpůsobením k opylování. Koruna může tvořit ostruhy, v nichž jsou skryta nektária, např. u dymnivky (Corydalis) či violky (Viola). Nektar skrytý v ostruhách je přístupný jen opylovačům s určitými tělesnými dispozicemi (např. patřičně rozměrným sosákem). U hvězdnicovitých je různě stavěna koruna trubkovitých a jazykovitých květů.

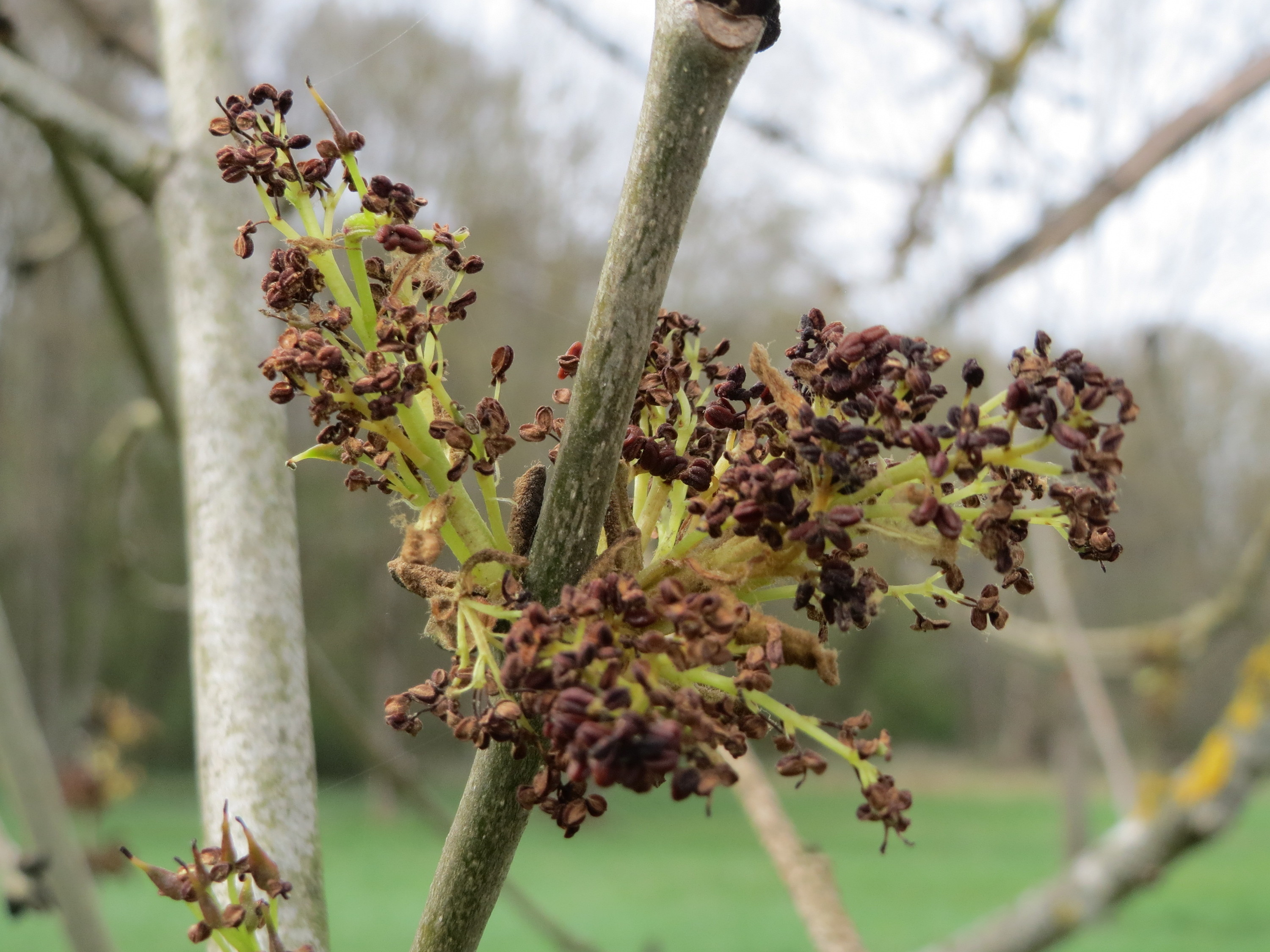
Chybějící obaly u samčích květů jasanu ztepilého (Fraxinus excelsior).

## Chybějící květní obaly
Pokud květní obaly chybějí, označují se květy jako apochlamydní či achlamydní. To bývá spojeno s abiotickým přenosem pylu (větrem či vodou). Květní obaly chybí např. u vrby (Salix). Chybí také u jasanu ztepilého (Fraxinus excelsior), přičemž ale jeho příbuzný jasan zimnář (Fraxinus ornus) opylovaný hmyzem si je zachovává.

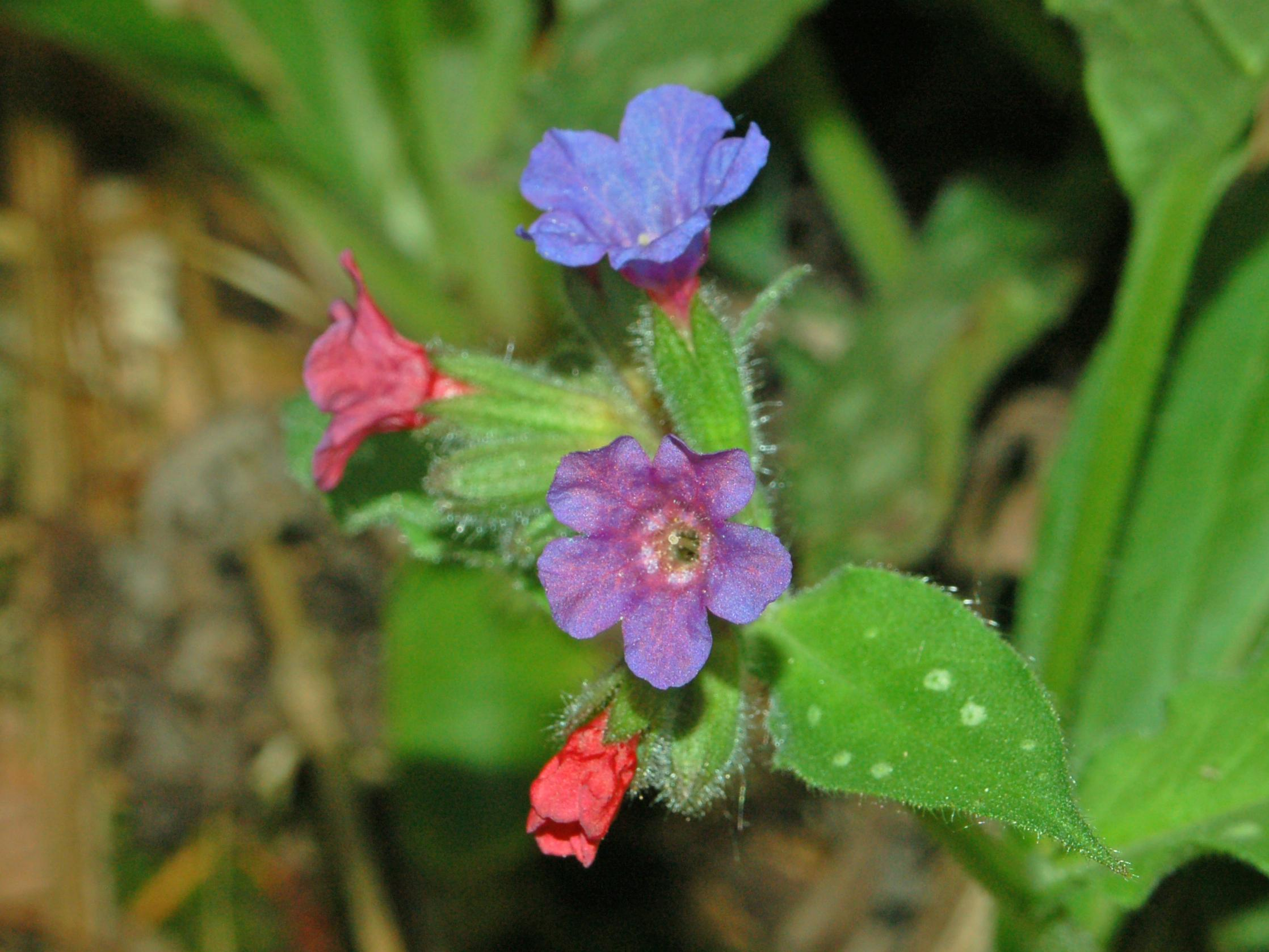
Mladé květy plicníku lékařského (Pulmonaria officinalis) jsou červené díky nízkému pH ve vakuolách. Se zvětšujícím se stářím květu pH stoupá a anthokyany zbarvují květ domodra.

## Zbarvení květních obalů
Květní obaly mohou být zbarveny barvivy rozpuštěnými v buněčné šťávě vakuoly. Flavonové glykosidy žlutě zbarvují koruny divizen (Verbascum) či prvosenek (Primula). Anthokyany mohou nabývat barev od červené po modrou. Červeně zbarvují koruny máků (Papaver), fialově korunní lístky šeříků (Syringa), modrou barvu propůjčují chrpám (Centaurea). Zbarvení anthokyanů je závislé na pH buněčné šťávy. Např. u hrachoru jarního (Lathyrus vernus) či plicníků (Pulmonaria spp.) jsou koruny mladých květů zbarvené dočervena a stárnutím modrají. Tato změna zbarvení může informovat opylovače o stáří květu či dostupnosti nektaru v něm. Žluté či červené zbarvení mohou způsobovat i karotenoidy v chromoplastech, např. u blatouchu (Caltha) či pryskyřníku (Ranunculus). Je-li květ bílý, znamená to, že v jeho buňkách se žádná barviva nenacházejí. Také neexistuje černý pigment, černá barva květů je ve skutečnosti temně modrá či fialová.

## Plné květy
Zvláště u určitých kultivarů rostlin se může abnormálně zvětšovat počet květních plátků. To je možné díky tzv. petalizaci tyčinek, neboli jejich přeměně na okvětním lístkům podobné útvary. Toto se děje u kultivarů růží, pivoněk, máku aj. U některých rostlin, např. fuchsie, dochází ke štěpení květních plátků. V rámci jednoduchého okvětí, např. u tulipánu či lilie, může docházet ke zvětšování počtu kruhů.

## Uspořádání

Různé typy preflorace.

Květní obaly mohou být uspořádány ve spirálách či kruzích (přeslenech). Počet a uspořádání květních obalů jsou typický pro určité taxony. Vývojově původní skupiny mají obvykle více okvětních lístků, u jednoděložných se typicky vyskytují trojčetné kruhy okvětí. U vyšších dvouděložných je obvyklý vnější kruh kališních lístků a vnitřní kruh korunních lístků, ale kruhů koruny může být i více. Lístky se zde v kruzích nacházejí nejčastěji po pěti, méně často po čtyřech.
Symetrie (souměrnost) květu se obvykle posuzuje právě podle symetrie květních obalů. Pro určité skupiny rostlin taktéž bývá typické uspořádání květních obalů v poupěti, preflorace neboli estivace.